# Schloss Köditz

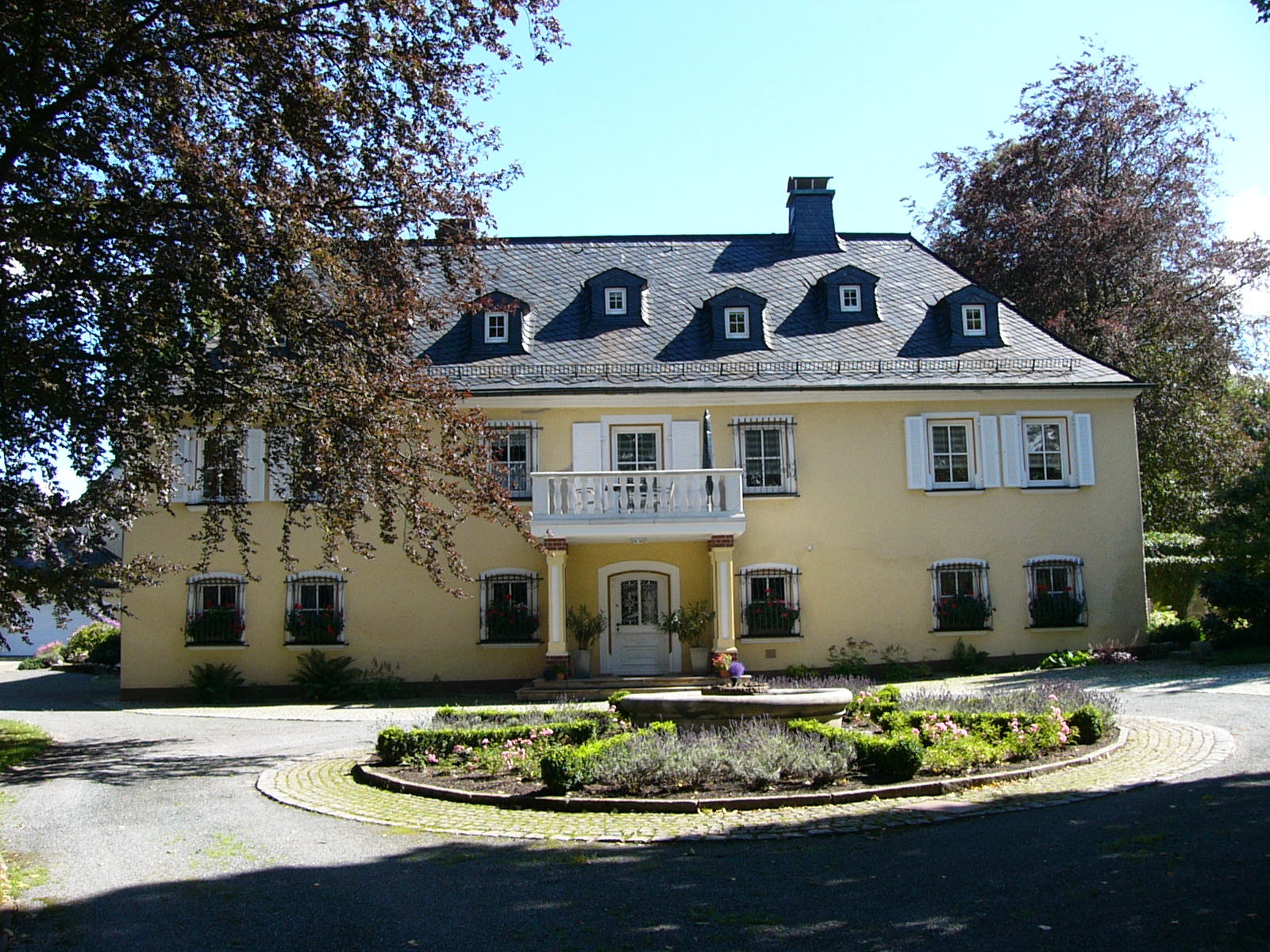
Frontansicht des Schlosses

Schloss Köditz ist ein Schloss und ein Baudenkmal in Köditz.
Erster bekannter Besitzer des Anwesens war die Familie von Reitzenstein, die es 1620 an die böhmische Exulantenfamilie der Radisborski von Sechzebus verkaufte. Über den Stifter der Kanzel der Leonhardskirche Johann Paul Joditzer ging der Besitz an die Familie von Falkenstein, die das Schloss gegen Ende des 17. Jahrhunderts erheblich ausbaute, es mit einem Barockgarten ausstattete und den dazugehörigen Grundbesitz mehrte. Sie baute nach dem Dreißigjährigen Krieg auch die Leonhardskirche wieder auf. Die Familie entwickelte sich in verschiedenen Linien weiter. 1764 gelangte der Besitz an die Hofer Familie Oerthel. Das heutige Aussehen des Schlosses geht auf das 18. Jahrhundert zurück, es verfügt über einen spätmittelalterlichen Kern.